# 辛永清
辛永清（1933年—2002年1月28日），台裔日本廚師，曾在NHK、富士電視台擔任烹飪節目講師，推廣中華料理。

## 生平
辛永清出生於日治臺灣臺南州臺南市（今臺南市），為辛西淮之女。其長兄辛文炳曾任台南市市長。少女時生活在家族在臺南市建立的莊園「安閑園」，過著上流階級優雅的生活，喜歡品嘗各種臺灣料理。1952年畢業於長榮女中，父親過世後莊園漸荒蕪。後她赴日就讀於武藏野音樂大學。1955年，她廿二歲與一名日本的台籍男子結婚，生有一子，離婚後帶著兒子在東京獨立生活，為了養家開始對日本人教授鋼琴，也用童年在安閑園看母親和佣人做菜的記憶，在家中教日本太太做中華料理。在料理界闖出口碑後，她以中華料理研究家的身分頻頻登上日本放送協會烹飪節目與雜誌。
辛永清在日本成為每天穿旗袍做菜的師傅，將中華料理融入日本飲食的精緻加以懷石化。她會在演講中與日本聽眾分享安閑園的回憶。
辛永清育有獨子辛正仁。

## 著作
五十三歲那年，她寫下回憶錄《安閑園の食卓 私の台南物語》，藉一道道台南府城的料理串起辛家的悲歡離合、人生的酸甜苦辣，於書中寫下：「我之所以想將我對台灣的風俗、飲食生活的經驗記錄下來，是因為我知道就連在台灣，這些也漸漸消失了。」1986年，在聽過她演講的作家本間千枝子推薦下，此書由文藝春秋出版，有獲得許多日本知識分子好評，但才一刷便絕版。
此回憶錄共有十二篇，除了讓她度過多愁善感的青春時光的安閑園，還使人一窺台南戰前戰後的生活風貌。書中也藉由她父親的生平透露了台灣歷史的轉折，辛西淮是位在皇民化時依然堅持固守中國傳統文化、堅守家名、宗教的人，在太平洋戰爭結束那天關在佛堂裡哭著說祖國終於回來了，但是1946年5月卻毫無緣由的被警備總部拘押五個月，此後，避開政治，致力於慈善公益。

## 身後
2010年，再由作家林真理子推薦《安閑園の食卓 私の台南物語》，由集英社推出文庫版，出版僅半年便再刷。
辛永清以日文出版的《安閑園の食卓 私の台南物語》相隔廿多年才經由林載爵協助，在2012年以中文版在臺灣面世，書名為《府城的美味時光：台南安閑園的飯桌》。對此胞妹、聲樂家辛永秀說：「日本造就她的事業，但我更佩服她勇敢突破大家族的羈絆，才能在那個年代到國外自由飛翔。」